# Namuri Őrgrófság
Namur Grófsága, majd később Namur Őrgrófsága a 9–13. század között létező történelmi államalakulat volt a mai Belgium területén. A grófság területe nagyjából a mai Namur tartomány, illetve Dinant kerület északnyugati csücskére terjedt ki.
Namur területe a német-római császár fennhatósága alá tartozott és az Alsó-lotaringiai Hercegség területének volt része. A grófság elődje a környéken a 9. században kialakult pagus Lommensis volt.

## Története

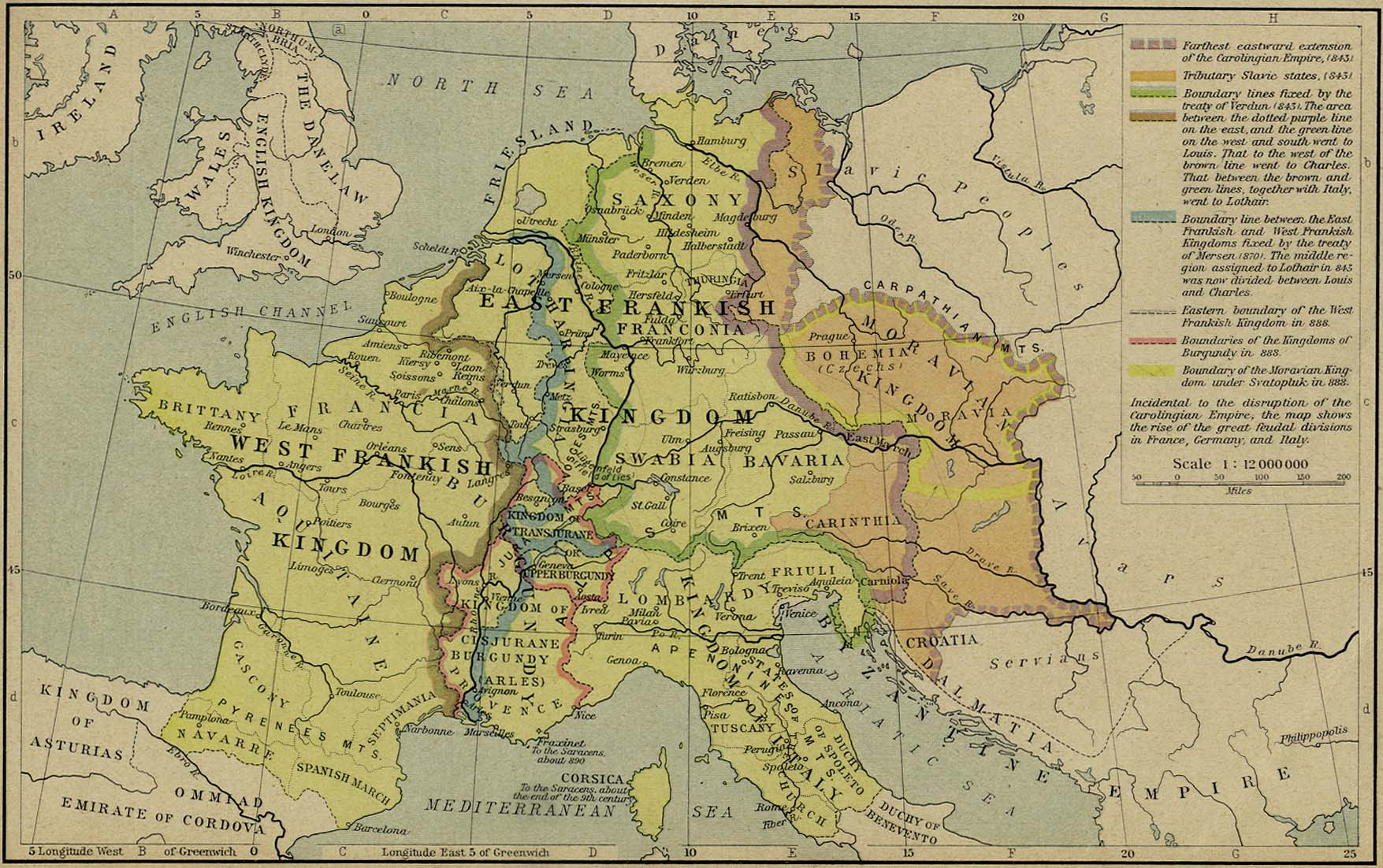
A Karolingok birodalma 843–888 között

### Őskor és ókor
Az első település a környéken nagy valószínűséggel a Sambre és a Maas folyók közötti sziklaháton jött létre, a területen mindenesetre számos őskori fegyvermaradványt tártak fel. A terület a római hódítás (i. sz. 1. sz.) idején az Atuatici törzshöz tartozott, és ebből a településből alakult ki a későbbi Namur városa.

### APagus Lommensisgrófja (–884)
A namuri grófság elődje, a Karoling-dinasztia birodalmának északnyugati részén található „pagus Lommensis” (németül Lommegau) volt. 870. augusztus 8-án Német Lajos és féltestvére, II. Kopasz Károly megegyeztek Lotaringia felosztásán és a „…comitatum…Lomensem…” a keleti frank területekhez csatolták. Egy másik vélemény szerint Lommensis grófsága csak egyike volt Reginar hainaut-i gróf birtokainak, de ez a német király hűbérese volt. 
A namuri grófok legelső említése 884-ből származik, ebben az esztendőben III. Károly császár birtokot adományozott „in comitatu Laumacense in villa…Merendrec” egy bizonyos „Sanctio”-nak, aki Róbert gróf („Rotbertus comes”) hűbérese volt. Bár ez a szöveg nem említi világosan, hogy Robert a terület grófja volt, de ez a legvalószínűbb következtetés.
Ezután egészen a 10. századig csak elvétve lehet utalásokat találni a namuri grófokra és ezért az első gróf családjára vagy származására nézve sem áll rendelkezésre információ.

### Namur grófjai (907–1190)
A 10. század elején említik a források Berengárt, mint a pagus Lommensis grófját, akit egy egy 949-ből származó oklevél mint Namur grófját nevezi meg. A feltételezések szerint Berengár építtette az első erődítményt Namur városában, bár ez valószínűleg csak a római katonai táborokra emlékeztető, földsáncokkal megerősített favár lehetett. Flodoard Annales-e 960-ban feljegyezte, hogy Berengár utóda, I. Róbert namuri gróf tovább erősítette a várat Brúnó kölni érsek ellen, aki I. Madarász Henrik fia és mint Lotaringia hercege, Róbert hűbérura is volt.
Róbert egyenesági férfi leszármazottai egészen a 12. század végéig uralták a namuri grófságot. Feltételezhetően a namuri grófok a lotaringiai hercegek hűbéresei voltak, miután II. Szent Henrik 1012-ben megalapította Alsó-Lotaringia hercegséget.
Namuri Henrik, I. Gottfried namuri gróf fia, 1136-ban anyai nagybátyja örököseként elfoglalta a Luxemburgi Grófság trónját, majd három évvel később apja halála után uralma alatt egyesítette a két grófságot. A gyermektelen Henrik sógorát, IV. Balduin hainaut-i grófot jelölte meg utódjának, de az utódlás hirtelen kérdésessé vált, amikor 1186-ban az akkor már bőven 70 felett járó Henriknek lánya született. Az utódlás kérdését végül Barbarossa Frigyes császár döntötte el, méghozzá a hainaut-i grófok javára és őrgrófi címet adományozott nekik.

### Namur őrgrófjai (1190–1421)
Az 1190-ben elért kompromisszum értelmében Namur grófsága azon nyomban a hainaut-i grófok birtoka lett, akik Henrik halála után Laroche és Durbuy grófságait is örökölték. A megegyezés azonban nem rögzítette Luxemburg sorsát, ahol továbbra is Henrik volt a gróf.
Halála után I. Thibault, Bar grófja, aki Henrik lányát, Ermesindét vette feleségül 1197-ben, ostrom alá vette I. Fülöp namuri őrgrófot kastélyában és kikényszerítette a dinanti szerződés aláírását 1199. július 26-án. A szerződés értelmében IX. Balduin Flandria és Hainaut grófja, Fülöp bátyja, örökölte a namuri grófság nagy részét, de Ermesinde megtarthatta atyai örökségét, Luxemburgot, Durbuy-t és Laroche-t, valamint a Meuse folio jobb partján fekvő namuri területeket. Fülöp őrgróf halálával 1212-ben nővére, Yolanda örökölte a namuri birtokokat, akinek férjét, Peter de Courtenay-t később latin császárrá választottak.
Yolanda négy gyermeke közül hárman követték az őrgrófi trónon, amíg legfiatalabb fia, Balduin, az utolsó latin császár, kénytelen volt birtokait eladni Guy de Dampierre flamand grófnak, hogy császársága visszafoglalására sereget tudjon toborozni.
Guy flamand gróf 1297-ben kisebbik fiát, Jánost nevezte ki a grófság élére kormányzónak és 1298-ban véglegesen ráruházta az őrgrófi címet. János és leszármazottai ezután a „Namur grófja” címet viselték. Bár a grófságot akkor egy olyan család uralta, amely flamand grófként a francia király hűbérese volt, de a család fiatalabbik ága attól még használhatta volna az őrgrófi címet – nem ismert,  miért hagyták abba használatát. Az egyik magyarázat szerint a flamand grófok nem engedhették meg, hogy a család fiatalabbik ága a nemesi címek rangsorában magasabban álló címet használjon. János utolsó férfiági leszármazottja, III. János 1421. április 23-án eladta namuri birtokait a Jó Fülöp burgundi hercegnek örökös életjáradék fejében. 1429-ben III. János halála után a namuri grófság területét csatolták a burgundi hercegséghez, amely viszont 1477-ben a Habsburgok birtokába került.

### A burgundi hercegség és a Habsburg-ház
Az első burgundi herceg a namuri trónon IV. Fülöp volt.  Fia, Merész Károly herceg halála után azonban nem volt fiú utód a burgundi trónra és utóbbi lánya, Burgundi Mária házassága révén a teljes tartomány a Habsburg-házra szállt. A Habsburg-házi V. Károly a politikailag szétdarabolt Németalföldet egyesítette és létrehozta a Namurt is magában foglaló Tizenhét Tartományt. Ezt a birtokot Károly halála után a spanyol Habsburgok örökölték és az északi tartományok felkelése után is megtartották.
A 16-17. században a spanyol uralom alatt Namur püspöki székhely volt és a városban Európa egyik legnagyobb erődítményrendszere épült fel. II. Fülöp spanyol király mint a katolicizmus egyik bástyáját tartotta számon Namurt és számos egyházi rend telepedett meg ekkor a városban. 1577-ben a király Don Juan de Austriát nevezte ki Németalföld kormányzójává, aki a városban fogadta Valois Margitot, a francia király lányát.
1692-ben a XIV. Lajos katonái, a legendás hadmérnök Vauban vezetésével, ostrom alá fogták a várost és hosszas küzdelem után elfoglalták és a citadellát a korábbinál még jobban megerősítették. A spanyol örökösödési háborúk során a grófság területére angol és holland csapatok vonultak be és a várost Orániai Vilmos herceg katonái elfoglalták. A holland korszak nem tartott sokáig, mert 1713-tól ismét a Habsburg-család birtokába került Németalföld déli része.

### Francia hódítás és grófság megszűnése
1795-ben az első francia köztársaság seregei legyőzték az ellenük létrehozott első koalíció csapatait és elfoglalták Dél-Németalföldet. A namuri grófság területét beleolvasztották egy újonnan létrehozott francia megyébe és csak Napóleon 1815-ös vereségével kapta vissza ismét a tartomány eredeti elnevezését. 1830-ban a belga szabadságharc győzelme után Namur a független Belgium része lett.